# 田浦直
田浦 直（たうら ただし、1937年〈昭和12年〉4月5日 - 2025年〈令和7年〉5月6日）は、日本の政治家。自由民主党所属の元参議院議員（2期）。皮膚科医。医学博士（長崎大学）。
社会福祉法人橘会理事長、NPO法人長崎こども囲碁普及会理事長、長崎ペンクラブ会長、文芸誌「ら・めえる」発行人。

## 人物
長崎県佐世保市出身。1962年（昭和37年）に長崎大学医学部を卒業し、長崎大学医学部助手、日本赤十字社長崎原爆病院皮膚科部長などを歴任した。
1969年（昭和44年）、長崎大学で医学博士を取得した。論文の題は「正常皮膚表面の水素イオン濃度に関する研究 」。
1975年（昭和50年）に田浦皮膚科診療所を開設。同年4月には長崎県議会議員選挙に長崎市選挙区から無所属で立候補して初当選を果たした。1979年（昭和54年）の県議選で再選を果たした。1986年（昭和61年）の県議補選で3選を果たし返り咲いた。1987年（昭和62年）の県議選で4選を果たした。1989年（平成元年）6月21日から1990年（平成2年）10月5日まで第63代県議会副議長を務めた。1991年（平成3年）の県議選で5選を果たした。
1993年（平成5年）7月、県議を辞職した。同年、第40回衆議院議員総選挙に新生党より立候補するも、落選。1995年（平成7年）、第17回参議院議員通常選挙に新進党公認で長崎県選挙区より立候補し初当選。
その後、新進党を除名され、自民党に入党。党内派閥は、宮澤派、加藤派を経て、堀内派、古賀派に所属する。2001年（平成13年）1月、厚生労働大臣政務官に就任。
同年7月、第19回参議院議員通常選挙に自民党公認で、立候補し再選。
2005年（平成17年）8月8日の郵政国会の参議院本会議採決では反対票を投じ、造反したが、その後賛成に回った。2007年（平成19年）の第21回参議院議員通常選挙には出馬せず、政界からの引退を表明した。
2007年（平成19年）11月の秋の叙勲で旭日重光章を受章する。2009年（平成21年）、日本棋院により第39回大倉喜七郎賞を授賞される。
2025年（令和7年）5月6日1時59分、大腸がんのため長崎市内の病院で死去した。88歳没。死没日付をもって従四位に叙された。

## 所属していた主な団体・議員連盟
- 日韓議員連盟
- 神道政治連盟国会議員懇談会

## 主な著書
- 『ルブルム先生 喜怒哀楽』（長崎ペンクラブ、1989.10）
- 『ただもくもくと―議員が歩いた五十三次』長崎新聞社 2011/1/1
- 『ルブルム先生奮戦記』長崎文献社 2016/9/1